# 王晰宁
王晰宁（1970年10月—），男，中华人民共和国外交官，现任中华人民共和国驻乍得共和国特命全权大使。

## 生平
王晰宁曾任驻欧盟使团新闻参赞、中华人民共和国外交部新闻司副司长、G20峰会新闻中心主任、驻澳大利亚大使馆公使、首席馆员。2020年2月，参加澳大利亚广播公司电视谈话节目《Q+A》，与澳籍华裔记者许秀中辩论。2022年9月，出任中华人民共和国驻乍得大使。